# Atomaria affinis
Atomaria affinis is een keversoort uit de familie harige schimmelkevers (Cryptophagidae). De wetenschappelijke naam van de soort werd in 1834 gepubliceerd door C.R.Sahlberg.